# 模拟电路

低通滤波器是一種模拟电路

模拟电路（英語：analogue electronics）是一种涉及连续函数形式模拟信号的电子电路，与之相对的是数字电路，后者通常只关注0和1两个逻辑电平。“模拟”二字主要指电路通过电压（或电流）对于真实信号成比例的再现，它最初来源于希腊语词汇，意思是“成比例的”。

## 固有的噪声
模拟电路系统处理的信号总是包含着一定的噪声。这意味着，电路系统随机的热偏差将造成模拟信号随机的偏差、扰动。模拟电路系统中各个不同部分的偏差积累起来，可以使偏差量的负面影响比较显著，这些偏差将形成噪声。由于模拟信号在电路中常常会通过电子放大器，噪声会被不断地放大，再加上原始信号在长距离传输的过程中也会有损耗，因此这些随机的噪声会造成信号严重失真。模拟电路中噪声的来源还来自于外部信号干扰以及设计欠佳的电子元件。通过使用屏蔽导线，或者在电路中引入低噪音放大器，可以尽量缓解噪声的负面影响。

## 与数字电路的比较
在模拟电路和数字电路中，信号的表达方式不同。对模拟信号能够执行的操作，例如放大、滤波、限幅等，都可以对数字信号进行操作。事实上，所有的数字电路从根本上来说都是模拟电路，其基本电学原理，都与模拟电路相同。互補式金屬氧化物半導體就是由两个模拟的金屬氧化物半導體場效電晶體构成的，其对称、互补的结构，使它恰好能处理高低数字逻辑电平。不过，数字电路的设计目标是用来处理数字信号，如果强行引入任意模拟信号而不进行额外处理，则可能造成量化噪声。
电子学发展史上第一个被发明出来并得到大规模生产的器件就是模拟电路。后来，随着微电子学的发展，数字技术的成本大大降低，加之计算机对于数字信号的要求，使得数字式的方法在人机交互等领域具有可行性和较高的性价比。
可以说模拟电路是数字电路的基础，数字电路可以看作是模拟电路的一种特殊形式。
模拟电子和数字电子的主要区别如下：

### 噪声
在模拟电路中，由于信号几乎完全将真实信号按比例表现为电压或电流的形式，造成模拟电路对于噪声的影响比数字电路更加敏感，信号的微小偏差都会表现为相当显著，造成信息损失。作为对比，数字电路只取决于高低电平，如果要造成信息传递的错误，那么信号的偏差必须至少达到高电平的一半左右（具体的大小根据不同的电路规格有所不同）。因此，对信息进行量化的数字电路对于噪声的抵御能力比模拟电路更强，只要偏差不大于某一规定值，信息就不会损失。在数字电路中，噪声在各个逻辑门的地方都可以得到消减。

### 精度
有若干个因素会影响信号的精度，其中最主要的是原始信号中的噪声以及信号处理过程中混入的噪声。模拟信号的分辨率受到器件物理层面限度（例如散粒噪声）的制约。在数字电子中，可以采用增加信号的位数（例如8位分辨率的模拟数字转换器能够将其量程分为8段，其中每一段作为最小分度进行转换）来提高数字信号的分辨率，转换位数是模拟数字转换器的一项关键参数。模拟数字转换器将模拟信号转换为数字信号，这样原始信号就可以用二进制数来表示，方便数字电路（包括计算机）进行处理。用到这种转换器的应用产品包括数字式的温度计以及录音机等数据采集设备。相反的，数字模拟转换器则被用来将数字信号还原为模拟信号，它可以读入一系列二进制信号，经过转换后以电压值等形式的模拟信号输出。数字模拟转换器在许多运算放大器增益控制系统中较为常见。

### 设计的难度
模拟电路的设计通常比数字电路更为困难，对设计人员的水平要求更高。这也是数字电路系统比模拟电路系统更加普及的原因之一。模拟电路通常需要更多的手工运算，其设计过程的自动化程度低于数字电路。然而，数字式电子设备要在真实物理世界中得到应用，就必须具有一个模拟的接口，因为自然界的大多数实际信号是模拟的。例如，所有数字式收音机的信号接收器，都具有一个模拟的预放大器来进行信号接收的第一步操作。

## 使用元件
以下是一些類比電路常用的元件：
- 電阻器、電容器、電感元件。
- 二極體。
- 電晶體、場效電晶體。
- 變壓器。
- 繼電器、光電耦合元件。
- 運算放大器、比較器。